# Potopení lodi Tung-fang č’-sing
Tung-fang č’-sing (čínsky pchin-jinem Dōng Fāng Zhī Xīng, znaky 东方之星; česky Hvězda východu) byla říční výletní loď v Čínské lidové republice, která byla postavena v roce 1994 a 1. června 2015 se potopila na řece Jang-c’-ťiang v městské prefektuře Ťing-čou v provincii Chu-pej. Při neštěstí zahynulo 442 lidí, jednalo se tak o největší lodní neštěstí v Číně za desítky let.

## Popis lodi
Tung-fang č’-sing byla dlouhá 76,5 metru a široká 13 metrů. Její kapacita cestujících byla 534 osob.

## Nehoda
K nehodě došlo 1. června 2015 zhruba v 21.28 místního času. Tung-fang č’-sing byla na dlouhé výletní plavbě z Nankingu do Čchung-čchingu a nacházela se u Ťien-li, když ji podle pozdějšího svědectví kapitána zasáhlo tornádo. Čínský meteorologický úřad později potvrdil, že se v oblasti pohybovalo tornádo kategorie EF1, tedy s rychlostí větru 138–178 km/h.
Na palubě bylo celkem 456 lidí, z toho 46 byla vlastní posádka lodi, 5 turistických průvodců a zbylých 405 lidí byli výletníci, zejména vyššího věku.